# Akop Manukian
Akop Bałabekowicz Manukian (ros. Акоп Балабекович Манукян, orm. Հակոբ Մանուկյան, ur. 3 sierpnia?/16 sierpnia 1916 w Armawirze, zm. 15 grudnia 1981 w Charkowie) – radziecki pilot wojskowy narodowości ormiańskiej, major lotnictwa, Bohater Związku Radzieckiego (1946).

## Życiorys
Urodził się w ormiańskiej rodzinie chłopskiej. Skończył 6 klas ormiańskiej szkoły, później uczył się w szkole uniwersytetu fabryczno-zawodowego, w 1933 wraz z rodziną przeniósł się do Erywania. 
Od października 1935 służył w Armii Czerwonej, w 1937 ukończył Kaczyńską Wojskową Wyższą Szkołę Lotniczą Pilotów, później służył na Dalekim Wschodzie jako lotnik, dowódca klucza i zastępca dowódcy eskadry w 402 pułku lotnictwa myśliwskiego. 
W 1938 brał udział w walkach nad jeziorem Chasan. Od kwietnia 1943 uczestniczył w wojnie z Niemcami, był zastępcą dowódcy i dowódcą eskadry i zastępcą dowódcy pułku na Froncie Północno-Kaukaskim, Południowym, 4 Ukraińskim, 3 i 1 Białoruskim. W 1943 został członkiem WKP(b). Był dwukrotnie ranny w walkach. Brał udział m.in. w walkach na Małej Ziemi i Kubaniu, w wyzwalaniu Donbasu i walkach o Melitopol w 1943, w zajmowaniu Krymu, Białorusi, Litwy i walkach na przyczółku magnuszewskim na Wiśle w 1944, w operacji wiślańsko-odrzańskiej, walkach nad przyczółkiem kostrzyńskim i w operacji berlińskiej w 1945. Jako zastępca dowódcy 402 pułku lotnictwa myśliwskiego 265 Dywizji Lotnictwa Myśliwskiego 3 Korpusu Lotnictwa Myśliwskiego 16 Armii Powietrznej w stopniu kapitana do lutego 1945 wykonał 207 lotów bojowych i stoczył 55 walk powietrznych, w których strącił 22 samoloty wroga. Łącznie podczas wojny wykonał ponad 250 lotów bojowych i stoczył 60 walk powietrznych, strącając osobiście 26 samolotów wroga. Poza tym na ziemi zniszczył 13 samolotów wroga i wiele innych pojazdów i sprzętu wroga. 
Po wojnie dowodził eskadrą w Grupie Wojsk Radzieckich w Niemczech, w 1949 został zwolniony do rezerwy w stopniu majora. Mieszkał w Erywaniu, później w Charkowie. Ukończył studia w instytucie przemysłu spożywczego.

## Odznaczenia
- Złota Gwiazda Bohatera Związku Radzieckiego (15 maja 1946)
- Order Lenina (15 maja 1946)
- Order Czerwonego Sztandaru (trzykrotnie, 22 kwietnia 1943, 24 grudnia 1943 i 27 marca 1944)
- Order Aleksandra Newskiego (29 czerwca 1945)
- Order Wojny Ojczyźnianej I klasy (2 czerwca 1943)
- Medal „Za zasługi bojowe” (6 listopada 1945)

I inne.